# Aeroportul Municipal Santa Barbara
Aeroportul Municipal Santa Barbara (IATA: SBA, ICAO: KSBA, FAA LID: SBA) este un aeroport din Comitatul Santa Barbara, California, Statele Unite ale Americii ce deservește zona Santa Barbara. Aeroportul a fost tranzitat în 2023 de 1.268.000 de pasageri. A fost deschis în 1932 și numit după zona deservită.
Situat la o altitudine de 4 m, aeroportul dispune de 3 piste. Este operat de Santa Barbara.

## Infrastructură

### Piste
Aeroportul dispune de 3 piste: 
- pista 07/25 din asfalt, cu dimensiunile 6.052 picioare × 150 picioare
- pista 15L/33R din asfalt, cu dimensiunile 4.180 picioare × 75 picioare
- pista 15R/33L din asfalt, cu dimensiunile 4.184 picioare × 100 picioare